# Andrés Mariño Palacio
Andrés Mariño Palacio (Maracaibo; 3 de noviembre de 1927-Caracas; 30 de octubre de 1965) fue un cuentista, novelista y ensayista venezolano perteneciente al grupo Contrapunto.

## Carrera
Comenzó desempeñándose en el periodismo deportivo, en el diario El País, donde firmaba como Pablo Martín. Trabajó en otros diarios y revistas, como El Nacional, El Heraldo, Elite y Fantoches, donde escribía crónicas literarias.
Fue uno de los fundadores del grupo literario Contrapunto (de 1946 a 1950) y director de la revista del mismo nombre. Este grupo buscaba renovar los valores literarios y desarrollar más la ficción.
Desde el año 2002 hasta el 2008 el Departamento de Literatura de la Gobernación del Estado Zulia entregó la "Orden Mérito al Estímulo Literario Andrés Mariño Palacio" dirigida a jóvenes escritores en los géneros: Narrativa, Poesía, Ensayo, Dramaturgia y Especial.
De 2008 al 2012 existió la Fundación Andrés Mariño Palacio, que promovía la memoria del escritor zuliano y el talento de los nuevos autores de la región; fue integrada por los escritores: Luis Guillermo Hernández, Jesús Ángel Parra, Luis Perozo Cervantes, Jorge García Tamayo y Víctor Vielma Molina.

## Obra
- 1946 El límite del hastío (cuentos).
- 1948 Los alegres desahuciados (novela).
- 1958 Batalla hacia la aurora (novela).
- 1967 Ensayos (Ensayo).